# Ye Rongguang
Ye Rongguang (chin. upr. 叶荣光, chin. trad. 葉榮光, pinyin Yè Róngguāng; ur. 3 października 1963 w Wenzhou) – chiński szachista, arcymistrz od 1990 roku.

## Kariera szachowa
Od połowy lat 80. do połowy 90. należał do ścisłej do czołówki chińskich szachistów. W roku 1990 jedyny raz w swojej karierze wystąpił w turnieju międzystrefowym (eliminacji mistrzostw świata), zajmując w Manili 44. miejsce (zawody rozegrano systemem szwajcarskim), zdobył również zdobył złoty medal w indywidualnych mistrzostwach kraju. Trzykrotnie (w latach 1988, 1990, 1992) reprezentował narodowe barwy na szachowych olimpiadach oraz dwukrotnie (1985, 1989) – w drużynowych mistrzostwach świata, za pierwszym razem zdobywając brązowy medal za wynik indywidualny na VI szachownicy.
Do jego największych sukcesów w turniejach międzynarodowych należą m.in. I m. w Bacolodzie (1991), II m. w Kuala Lumpur (1994, za Eugenio Torre), dz. III m. w Pekinie (1995, Lee Cup, za Borysem Altermanem i Wang Zili, wspólnie z Uwe Bönschem, Markusem Stanglem i Tongiem Yuanmingiem), dz. I m. w Soest (1996, wspólnie z Aleksandrem Wojtkiewiczem i Michaiłem Rytszagowem), dz. I m. w Antwerpii (1996, wspólnie z Loekiem van Wely i Jeroenem Piketem) oraz dz. I m. w Dieren (1997, wspólnie z Wiktroem Michalewskim i Aleksandrem Finklem).
W roku 1990 został pierwszym chińskim szachistą, który otrzymał tytuł arcymistrza.
Najwyższy ranking w karierze osiągnął 1 stycznia 1991, z wynikiem 2545 punktów dzielił wówczas 96-104. miejsce na światowej liście FIDE, jednocześnie zajmując 1. miejsce wśród chińskich szachistów. W 2000 zakończył profesjonalną karierę szachisty.